# Adamovo, Slovenia
Adamovo este o localitate din comuna Velike Lašče, Slovenia, cu o populație de 13 locuitori.